# Sudarca
Sudarca è un comune della Moldavia situato nel distretto di Dondușeni di 2.013 abitanti al censimento del 2004.

## Località
Il comune è formato dall'insieme delle seguenti località: (popolazione al 2004)
- Sudarca (1.499 abitanti)
- Braicău (514 abitanti)